# 臀上动脉
臀上动脉是髂内动脉后支的终末分支，通过梨状肌上孔离开骨盆，随后分为浅支和深支。

## 结构

### 起点
臀上动脉是髂内动脉的最大的终末分支。

### 走行、关系与分支
臀上动脉是一条较短的动脉。它向后穿过腰骶干与第一骶神经（S1）之间。在骨盆内，它分支供应髂肌、梨状肌和闭孔内肌。在离开骨盆腔之前，它还分出一条营养动脉进入髂骨。
它通过梨状肌上孔离开骨盆，随后迅速分为浅支和深支。

### 浅支
浅支经梨状肌上孔进入臀大肌的深面，并分为多个分支。一些分支供应臀大肌并与臀下动脉吻合，另一些则穿透其肌腱起点供应覆盖骶骨后表面的皮肤并与骶外侧动脉的后支吻合。
浅支还供应臀大肌起点处的皮肤。

### 深支
深支经过臀中肌的深面，并几乎立即分为上支和下支。供应臀中肌、臀小肌和阔筋膜张肌，同时也供应髋关节。

#### 上支
上支沿臀小肌的上缘走行至髂前上棘，并与旋髂深动脉和旋股外侧动脉的升支吻合。

#### 下支
下支斜穿臀小肌至股骨大转子，分支供应臀肌，并与旋股外侧动脉吻合。部分分支穿透臀小肌，供应髋关节。

### 分布
在盆部，臀上动脉供应髂肌、梨状肌、闭孔内肌以及髂骨。在臀部，臀上动脉供应臀大肌及其上方的皮肤、臀中肌、臀小肌和阔筋膜张肌。

## 其它图像

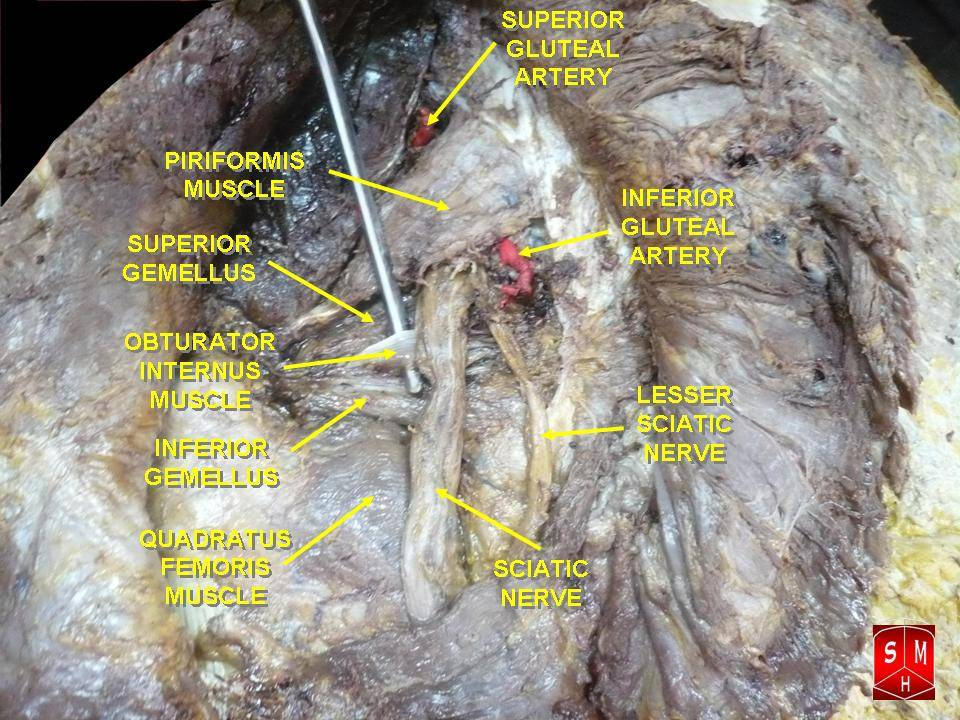
臀上动脉及其供应的诸多结构
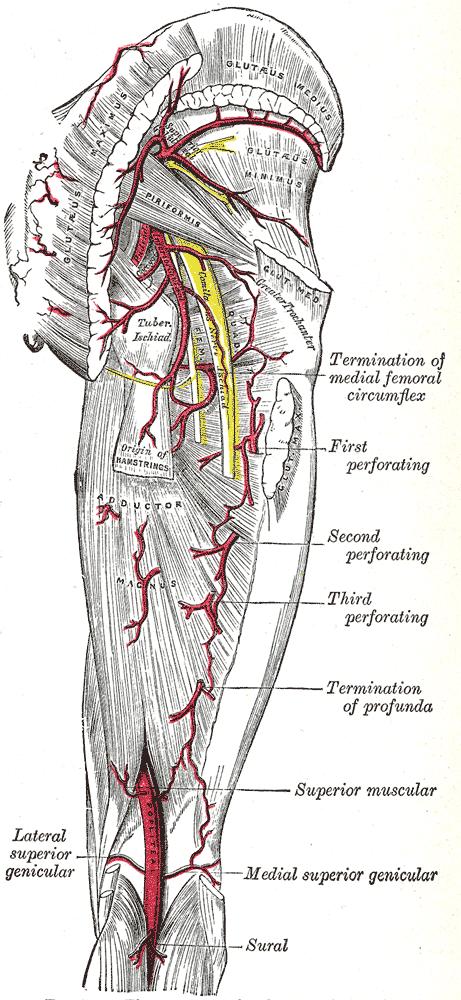
臀区血管结构，后面观